# Avversità degli agrumi
Le avversità degli agrumi (genere Citrus, famiglia Rutaceae) sono manifestazioni patologiche o manifestazioni di danno causate da agenti eziologici di origine biologica e non.
La stretta correlazione fisiologica fra i vari Citrus fa sì che tali avversità colpiscano generalmente tutte le specie del genere, anche se si possono riscontrare, in qualche caso, delle specificità.

## Insetti

### Tisanotteri
- Tripidi (Thripidae):
  - Tripide degli agrumi e delle serre: Heliothrips haemorroidalis
  - Tripide degli orti o del tabacco: Thrips tabaci
  - Tripide di Kelly: Pezothrips kellyanus

### Rincoti
- Miridi (Heteroptera: Miridae):
  - Cimicetta verde: Calocoris trivialis
- Cicaline (Homoptera: Auchenorrhyncha: Cicadellidae):
  - Cicalina: Empoasca decedens
- Mosche bianche (Homoptera: Sternorrhyncha: Aleyrodidae)
  - Mosca bianca degli agrumi o dialeurode: Dialeurodes citri
  - Mosca bianca fioccosa degli agrumi: Aleurothrixus floccosus
  - Mosca bianca giapponese degli agrumi: Parabemisia myricae
- Afidi (Homoptera: Sternorrhyncha: Aphididae):
  - Afide verde degli agrumi: Aphis spiraecola (syn. Aphis citricola)
  - Afide nerastro degli agrumi: Toxoptera aurantii
  - Afide delle malvacee o afide del cotone: Aphis gossypii
  - Afide nero della fava: Aphis fabae
  - Afide nero delle leguminose: Aphis craccivora 
  - Afide verde del pesco: Myzus persicae 
  - Afidone verde delle solanacee: Macrosiphum euphorbiae
- Cocciniglie (Homoptera: Sternorrhyncha: Coccoidea):
  - Cocciniglia cotonosa solcata degli agrumi: Icerya purchasi (Margarodidae)
  - Cotonello degli agrumi: Planococcus citri (Pseudococcidae)
  - Cocciniglia del fico: Ceroplastes rusci (Coccidae)
  - Cocciniglia elmetto degli agrumi: Ceroplastes sinensis (Coccidae)
  - Cocciniglia bassa degli agrumi: Coccus hesperidum (Coccidae)
  - Cocciniglia mezzo grano di pepe: Saissetia oleae (Coccidae)
  - Cocciniglia bianca del limone: Aspidiotus nerii (Diaspididae)
  - Cocciniglia rossa forte degli agrumi: Aonidiella aurantii (Diaspididae)
  - Cocciniglia bianca-rossa degli agrumi: Chrysomphalus dictyospermi (Diaspididae)
  - Cocciniglia grigia degli agrumi: Parlatoria pergandei (Diaspididae)
  - Cocciniglia nera degli agrumi: Parlatoria ziziphi (Diaspididae)
  - Cocciniglia a virgola degli agrumi: Mytilococcus beckii (syn. Cornuaspis beckii) (Diaspididae)
  - Cocciniglia serpetta degli agrumi: Mytilococcus glowerii (Diaspididae)

### Lepidotteri
- Microlepidotteri fillominatori:
  - Minatrice serpentina degli agrumi: Phyllocnistis citrella (Tineoidea: Phyllocnistidae)
- Microlepidotteri antofagi:
  - Tignola degli agrumi, verme della zagara: Prays citri  (Yponomeutoidea: Yponomeutidae)
- Tortricidi ricamatori:
  - Tortrice o cacecia dei germogli: Archips rosana (Tortricoidea: Tortricidae)

### Coleotteri
- Fillofagi:
  - Oziorinco: Otiorhynchus cribricollis (Curculionoidea: Curculionidae)
- Antofagi:
  - Cetonia pelosa: Epicometis hirta (Scarabaeoidea: Scarabaeidae)

### Ditteri
- Mosche della frutta:
  - Mosca mediterranea della frutta: Ceratitis capitata (Brachycera: Tephritidae)

### Imenotteri
- Formiche (Apocrita: Vespoidea: Formicidae):
  - Formica argentina: Linepithema humile
  - Formica nera: Tapinoma erraticum (sin. Tapinoma nigerrimum)
  - Formica carpentiera: Camponotus nylanderi

## Acari
- Tetranichidi (Tetranychidae):
  - Nuovo ragno rosso, ragno rosso degli agrumi: Panonychus citri
  - Ragnetto rosso: Tetranychus urticae
- Eriofidi (Eriophyiidae):
  - Acaro delle meraviglie: Eriophyes sheldoni (syn. Aceria sheldoni)
  - Acaro rugginoso degli agrumi: Aculops pelekassi
- Tarsonemidi (Tarsonemidae):
  - Acaro dell'argentatura dei limoni: Polyphagotarsonemus latus

## Molluschi
- Chiocciole (Helicidae):
  - Theba pisana
- Limacce (Limacidae):
  - Agriolimax agrestis o Deroceras agreste

## Nematodi
- Tylenchulus semipenetrans nematode degli agrumi

## Funghi
- Allupatura dei frutti o marciume bruno: Phytophthora citrophthora
- Marciumi al colletto e alle radici: Phytophthora citrophthora
- Melanosi dei frutti o mal di terra: Cytosporina citriperda
- Mal secco: Deuterophoma tracheiphila  (sin. Phoma tracheiphila)
- Marciume radicale lanoso: Rosellinia necatrix
- Marciume radicale fibroso: Armillaria mellea
- Muffa blu dei frutti: Penicillium italicum
- Muffa verde dei frutti: Penicillium digitatum
- Cancro gommoso: Botryosphaeria ribis, Diaporthe citri
- Fumaggine: Capnodium citri
- Carie del legno: Stereum sp., Fomes sp., Phellinus sp., Polyporus sp.

## Batteri
- Piticchia del limone: Pseudomonas syringae pv. syringae
- Cancro batterico: Pseudomonas campestris pv. citri
- Xylella fastidiosa

## Virus
- Tristezza o tristeza degli agrumi: Citrus Tristeza Virus (CTV), trasmesso da afidi (Toxoptera citricidus)

## Viroidi
- Exocortite degli agrumi: Citrus Exocortis Viroid (CEVd), trasmesso dagli attrezzi.